# 本宁顿 (佛蒙特州)
本宁顿（英語：Bennington）位于美国佛蒙特州西南部，是本宁顿县的县治所在，面积110.1平方公里。根据2000年美国人口普查，共有15,737人，其中白人占96.96%。